# Epitácio Pessoa
Epitácio Lindolfo da Silva Pessoa, né le 23 mai 1865 à Umbuzeiro et mort le 13 février 1942 à Petrópolis, est un homme d'État brésilien. Il est président de la république des États-Unis du Brésil entre le 28 juillet 1919 et le 15 novembre 1922.

## Biographie
En 1921, il publie un décret dit « de blancheur », interdisant aux joueurs à la peau noire d'intégrer l'équipe nationale de football.

## Composition de son gouvernement
- Vice-présidents
  - Delfim Moreira
  - Francisco Álvaro Bueno de Paiva
- Ministères
  - Agriculture, Industrie and Commerce :
    - Ildefonso Simões Lopes
    - José Pires do Rio

  - Finance
    - Homero Batista

  - Guerre
    - Alfredo Pinto Vieira de Melo
    - João Pandiá Calógeras
    - João Pedro da Veiga Miranda

  - Justice
    - Alfredo Pinto Vieira de Melo
    - Joaquim Ferreira Chaves

  - Marine
    - Raul Soares de Moura
    - Joaquim Ferreira Chaves
    - João Pedro da Veiga Miranda

  - Affaires étrangères
    - José Manuel de Azevedo Marques

  - Transports et Travaux publics
    - José Pires do Rio